# Суліські (герб)
Суліські (пол. Suliski) — шляхетський герб від нобілітації.

## Опис герба
Опис з використанням правил блазонування, запропонованих Альфредом Знамієровським:
У зеленому полі срібна підкова з золотим хрестом посередині.
Клейнод: хвіст павича, що пронизаний стрілою, на якій три золоті зірки (2 і 1).
Намет зелений, підбитий сріблом.

## Найперша згадка
Наданий Мацею Шульц-Суліському, писареві міста та його братам Марціну, Адріану і Євстахему в Сілезії.

## Геральдичний рід
Оскільки герб Суліських був гербом власним, право користуватися ним наділяється тільки одній родині: Суліським (Шульц-Суліські, Шуліскі).